# كأس ألبانيا 2011–12
كأس ألبانيا 2011–12 (بالألبانية: 2011–12 Kupa e Shqipërisë‏) هو الموسم 60 من كأس ألبانيا. أقيم خلال الفترة 7 سبتمبر 2011 وحتى 17 مايو 2012، وأشرف على تنظيمه اتحاد ألبانيا لكرة القدم، وفاز فيه نادي تيرانا.